# 布兰登·吉尔
布兰登·吉恩·吉尔（1994年2月26日—）是美国政治人物及投资银行家，是美国德克萨斯州第26国会选区联邦众议员。吉尔于2024年3月5日赢得该区的共和党初选，随后在决选中击败了民主党人埃内斯特·莱恩伯格三世。

## 早年生活及教育
吉尔出生于美国空军基地，父亲是美国空军军官。吉尔在德克萨斯州尤拉的一个牧场长大。他曾就读于达特茅斯学院，在那里担任保守派学生报纸《达特茅斯评论》的负责人，并以优异成绩毕业，获得历史和经济学学士学位。

## 职业生涯
毕业后，吉尔从事金融行业，担任投资银行家。
吉尔于2018年创办了新闻网站《华盛顿询问报》，并称自己“将在公共场合为特朗普总统辩护”。他曾推销其岳父迪内什·德索萨于2022年拍摄的电影《2000头骡子》，这是一部政治电影，声称2020年美国总统大选被窃取。
吉尔宣布他将在德克萨斯州第26国会选区争取共和党提名，以接替即将退休的现任议员迈克尔·伯吉斯。在伯吉斯宣布退休前一年，吉尔从纽约搬到了该选区。吉尔表示他将辞去《华盛顿问询报》编辑一职，转而参加竞选。他得到了前总统特朗普和德克萨斯州联邦参议员泰德·克鲁兹的支持。吉尔以超过50%的选票赢得了初选，避免了第二轮初选。随后凭借该选区强烈的共和党倾向而赢得了决选。吉尔将成为最年轻的现任众议院共和党人。吉尔表示如果当选，他希望加入众议院自由核心小组。
吉尔表示，“加强边境防御”将是他的主要政策目标。吉尔支持大规模驱逐非法移民，并助长了有关移民吃家养宠物的指控。
在纽约青年共和党俱乐部举办的一场活动中，吉尔赞扬了丹尼尔·佩尼，他杀死了乔丹·尼利但被判无罪。吉尔说：“我认为我们国家需要更多像丹尼尔·佩尼这样的人，这是因为我们有太多像乔丹·尼利这样的人了。”吉尔在X上庆祝佩尼无罪释放，并发帖称“当白人不违法。”

## 选举历史

### 2024年选举
| 党派 | 党派   | 候选人                | 得票数  | 百分比 |
| ---- | ------ | --------------------- | ------- | ------ |
|      | 共和党 | 布兰登·吉尔           | 241,096 | 62.1   |
|      | 民主党 | 埃内斯特·莱恩伯格三世 | 138,558 | 35.7   |
|      | 自由党 | 菲尔·格雷             | 8,773   | 2.3    |
| 合计 | 合计   | 合计                  | 388,427 | 100    |

## 个人生活
布兰登·吉尔于2017年与政治评论家迪内希·德索萨的女儿丹妮尔·德索萨结婚，这对夫妇有一女名叫玛丽戈尔德，他们住在德克萨斯州弗劳尔芒德。